# Daddicus Finch
Daddicus Finch, titulado Para matar al ruiseñor en Hispanoamérica y Papicus Finch en España, es el noveno episodio de la trigésima temporada de la serie animada Los Simpson, y el episodio 648 de la serie en general. Se emitió en Estados Unidos en Fox el 2 de diciembre de 2018. También fue dedicado a la memoria de Ricky Jay, quien fue la estrella invitada como él mismo en el episodio "The Great Simpsina".

## Argumento
Cuando la parte de Lisa se retira de la obra escolar, Homer lleva su ropa de compras para animarla. Expresa su disgusto por la marca sexualizada que se muestra en el programa, lo que lleva a Lisa a verlo como Atticus Finch del libro Matar a un Ruiseñor, su lectura requerida. Homer responde a la apreciación de Lisa y los dos pasan tiempo juntos, incluso viendo la película Matar a un Ruiseñor.
Bart se siente descuidado y ve al terapeuta de la escuela que le aconseja actuar para obtener atención. Cambia las llaves del auto de todos en un bar Mitzvá con la consecuencia involuntaria de que Hans Moleman es atropellado. La gente del pueblo forma una multitud y desciende a la casa de los Simpson para disparar a Bart en un castigo. Homer habla a la multitud, calmando su enojo ante el asombro de Lisa.
Al día siguiente, Marge descubre que Lisa tuvo una pelea con Bart en la escuela, porque Bart insultó a Homer. Marge sugiere que Homer le diga a Lisa que no lo veneren tanto como está dañando a la familia. Lisa decide que sería mejor después de que Homer la convenza de que siempre será su padre. Finalmente, Lisa siguió adelante y Homer se entristece, pero cuando Maggie usa gestos con las manos para decirle a Homer que a pesar de sus defectos, siempre se amarán.
El episodio termina con un futuro Bart quien no decide qué hacer. Al final, una Lisa adulta lo cuestiona porque no lo ha decidido y finalmente decide patearle el trasero a Homer, ya que la cabeza de Homer ahora está en un cuerpo robótico. Para entonces, el resto del cuerpo de Homer es ahora una máquina. A continuación, se muestra un collage de imágenes que muestran a Lisa formando un vínculo con Homer, Marge formando un vínculo con Bart y se muestra a continuación a Nelson acosando a Milhouse.

## Recepción
Dennis Perkins de The A.V. Club le dio al episodio una clasificación B, indicando que "es una buena manera de entender cómo los Simpson pueden seguir haciendo que sus personajes principales pasen por los mismos conflictos una y otra vez, incluso después de más de 600 episodios, sabiendo las razones de las cosas. El comportamiento humano y el dolor no son más fáciles de navegar. Es por eso que la ejecución apresurada y torpe de 'Daddicus Finch' es tan decepcionante. Las manipulaciones de Marge están por todos lados, juntando a Homer y Lisa, y luego las separamos, todo por razones tenuemente esbozadas eso tiene más que ver con terminar una historia ambiciosa a tiempo que proporcionar una conclusión satisfactoria. Es una pena realmente".
Tony Sokol de Den of Geek le dio al episodio una calificación de 4.5 sobre 5 puntos, diciendo que "Daddicus Finch' es un episodio muy fuerte para Los Simpson. Se encuentra un ángulo diferente para algo que la serie siempre se mantiene afilada en su arsenal, el libro o la sátira de la película. Pero el episodio funciona porque se mueve muy rápido. Además, los gags recurrentes y el taboo-cebo se compensan perfectamente con el desarrollo del dulce personaje en el centro cremoso. Obtener las imágenes de la película original de 1962 también es una gran ventaja una marcada salida de todas las series animadas".
"Daddicus Finch" obtuvo un índice de audiencia de 1.6 con un 6 de share y fue visto por 4.33 millones de espectadores, lo que convirtió a Los Simpson en el programa de Fox de la noche con mayor audiencia.